# 坊城としあつ
坊城 としあつ（ぼうじょう としあつ、1922年2月21日 - 2010年4月10日）は、東京府出身の俳人。本名俊厚。

## 経歴
東京市牛込区（現新宿区）生。旧華族坊城家の分家の家柄であり、父は貴族院議員を務めた男爵坊城俊賢。東京帝国大学理学部卒業。地質学を修め、通商産業省地質研究所に入所した。
俳句は20代より父母から指導を受けたが、1950年に高浜中子と結婚してより本格的に俳句を志す。『ホトトギス』同人。3年間のトルコ滞在をはじめ、仕事の関係で各地を旅しているため、国際色豊かな句風である。また野鳥に造詣が深い。2010年4月10日、脳梗塞により死去した。88歳。句集に『坊城としあつ句集』がある。
妻坊城中子、息子の坊城俊樹も俳人である。